# Hieracium curvatum
Hieracium curvatum là một loài thực vật có hoa trong họ Cúc. Loài này được (Elfstr.) Elfstr. mô tả khoa học đầu tiên.